# پروژکتور دستی

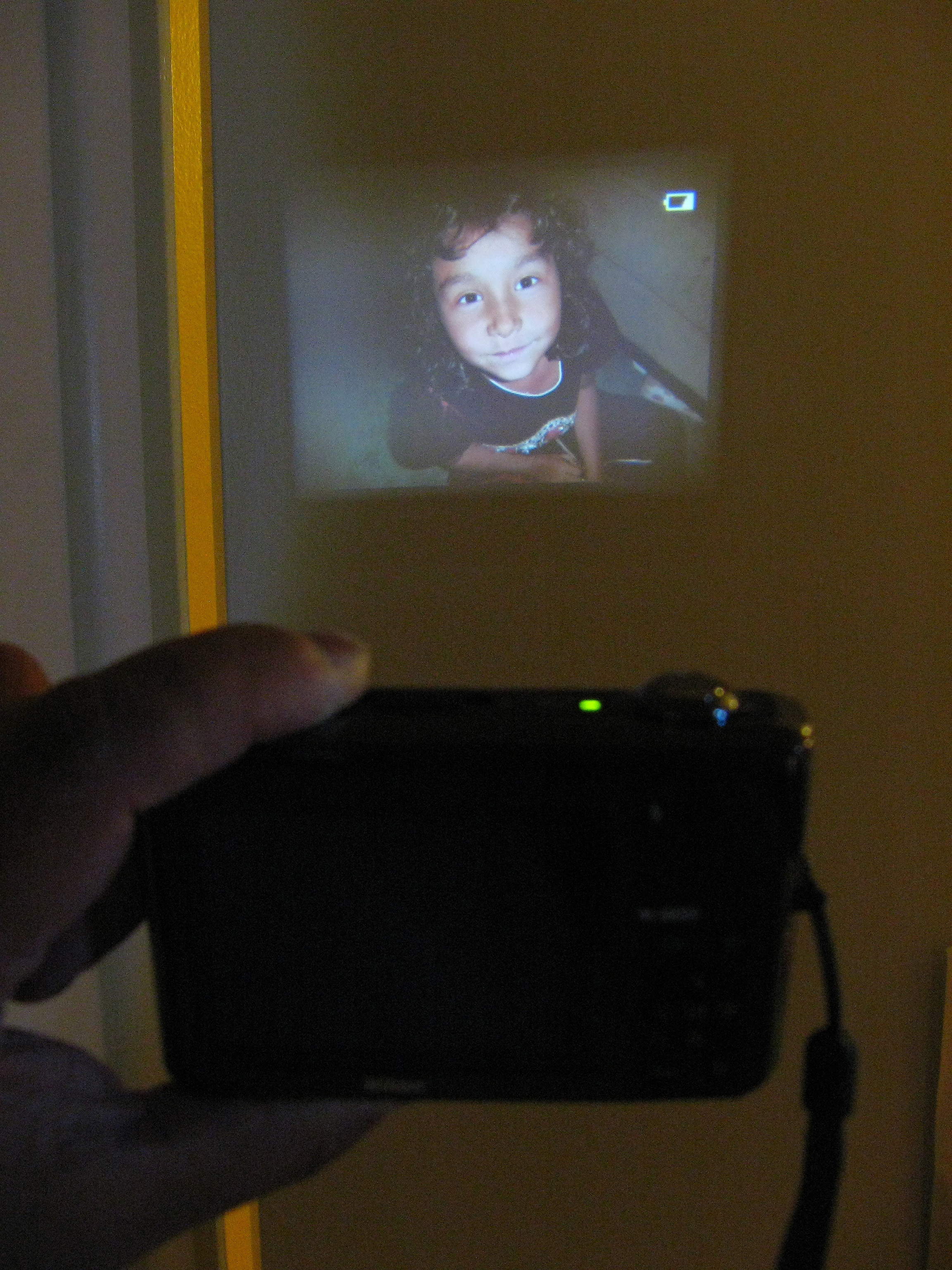
یک نیکون کولپیکس اس۱۰۰۰پی‌جی در حال نمایش یک تصویر روی دیوار با استفاده از پروژکتوری که درون آن قرار دارد

ریزتاب یا پروژکتور دستی (با نام‌های پروژکتور همراه، پروژکتور جیبی و پیکوپروژکتور (به انگلیسی: pico projector) نیز شناخته می‌شود) یک نوع پروژکتور با قابلیت استفاده در تلفن همراه، دستیار دیجیتال شخصی یا دوربین دیجیتال است.

## استفاده

### تلفن همراه
امروزه، تلفن‌های همراه قادر به ذخیرهٔ هزاران تصویر هستند و می‌توانند عکس‌هایی با کیفیت بسیار بالا بگیرند. تماشای این تصاویر به صفحهٔ نمایش کوچک تلفن‌های همراه محدود شده‌است اما با استفاده از پیکوپروژکتورها می‌توان تصاویر را با کیفیت بالاتری مشاهده کرد.
یک موبایل که از این فناوری استفاده می‌کند Samsung Galaxy Beam است.